# Zászlósfarkú szalakóta
A zászlósfarkú szalakóta (Coracias spatulatus) a madarak osztályának szalakótaalakúak (Coraciiformes) rendjébe és a szalakótafélék (Coraciidae) családjába tartozó faj.

## Rendszerezése
A fajt Henry Trimen brit-dél-afrikai természettudós írta le 1766-ban. Használták a Coracias spatulata nevet is.

## Alfajai
- Coracias spatulatus spatulatus (Trimen, 1880) - Angola, Namíbia, Botswana, a Dél-afrikai Köztársaság, Szváziföld és Mozambik déli része
- Coracias spatulatus weigalli (Dresser, 1890)[2] - a Kongói Demokratikus Köztársaság déli része, Tanzánia déli része, Zambia, Zimbabwe, Malawi és Mozambik északi része

## Előfordulása
Angola, Botswana, a Dél-afrikai Köztársaság, a Kongói Demokratikus Köztársaság, Malawi, Mozambik, Namíbia, Szváziföld, Tanzánia, Zambia és Zimbabwe területén honos.
Természetes élőhelyei a szubtrópusi és trópusi száraz erdők és szavannák. Állandó nem vonuló faj.

## Megjelenése
Testhossza 30 centiméter, testtömege 88-111 gramm. Fejtetője fehér, szürke szemsávja van. Torka, hasa világoskék, a szárnyéle ragyogó kék. Háta piszkos narancssárga. Külső faroktollai megnyúltak és a végeik kiszélesednek, belső faroktollai rövidek. Rövid lábuk és kis ujjaik vannak. A nemek hasonlóak.
|  |

## Életmódja
Hangyákat, termeszeket, szöcskéket és skorpiót zsákmányolnak. Leshelyről kinézi az áldozatát, majd a földön, vagy a levegőben kapja el.

## Szaporodása
Fa odvába rakja fészkét.

## Természetvédelmi helyzete
Az elterjedési területe rendkívül nagy, egyedszáma ugyan csökken, de még nem éri el a kritikus szintet. A Természetvédelmi Világszövetség Vörös listáján nem fenyegetett fajként szerepel.

## További információ
- Képek az interneten a fajról
- Ibc.lynxeds.com - videó a fajról
- Xeno-canto.org - a faj hangja és elterjedési területe